# Камчатский полуостров
Камча́тский полуо́стров — один из четырёх крупных полуостровов Камчатки на тихоокеанском побережье, третий на север от Петропавловска.
Камчатский полуостров находится к северу от Усть-Камчатска, расположенного возле устья реки Камчатка. На полуострове имеется Камчатский мыс, от которого полуостров и получил своё имя: раньше он назывался полуостровом Камчатского мыса. К северу от Камчатского мыса на полуострове находится также мыс Африка, а ещё севернее — мыс Столбовой. На мысе Африка действуют маяк и метеостанция, есть там и небольшое поселение, в котором живут с десяток человек. Крупные реки: Пикеж, Первая перевальная, Вторая перевальная, Стремительная, Оленья. Между мысами Африка и Столбовым находится бухта Солдатская.
Полуостров является зоной столкновения гряды Алеутских и Командорских островов с Камчаткой. Ввиду этого в районе нередко происходят землетрясения и весь полуостров рассечён большим числом разломов. По той же причине состав пород сильно меняется вдоль полуострова с севера на юг.
Растительность и животный мир в целом не отличаются от характерных для остальной Камчатки. Медведей существенно меньше по причине близости Усть-Камчатска и посёлка Крутоберегово.